# Велио
Бароны Велио, Вельо, Вельго (порт. Velho, то есть «старый», совр. транскрипция «Велью») — русский дворянский род португальского происхождения.
- В 1800 году указом Павла I был возведён в баронское достоинство придворный банкир Осип Петрович Вельо (1755—1802) — негоциант из Порту, который в 1780 году перебрался в Петербург. Его дети от брака с Софьей Севериной (1770—1839), дочерью негоцианта из Гамбурга:
  - Софья (1793—1840), фаворитка Александра I, жена генерала А. М. Ребиндера.
  - Селестина (Целестина, ок. 1794 — 1883), в замужестве Каульбарс.
  - Жозефина (1802—1820) — воспитанница Теппера де Фергюсона, который был женат на сестре её матери.
  - Осип (1795—1867), участник европейских походов 1813 года, полковник лейб-гвардии Конного полка, позже — русский генерал от кавалерии. При усмирении восстания декабристов 14 декабря 1825 года он лишился руки; с 1846 года до самой кончины состоял комендантом Царского Села[2].
    - Иван (1830—1899) — сын предыдущего. В конце 1866 года назначен директором департамента полиции исполнительной, в 1868-м — директором почтового департамента. В 1880 году поставлен во главе вновь образованного департамента государственной полиции, в 1881 году назначен сенатором, 14 мая 1896 — членом Государственного совета Российской империи.
      - Владимир (1877—1961) — сын Ивана Осиповича, генерал, эмигрант.